# 乐卓博大学
乐卓博大学（英語：La Trobe University）是澳大利亚的一所综合型大学。校址坐落於维多利亚州。校总区位于墨尔本市郊的本多拉，另外两大主要校区在维多利亚州的本迪戈和新南威尔士州及维多利亚州交界處的奧爾伯-沃东加。在麥杜拉（Mildura）、雪帕頓（Shepparton）、墨尔本CBD和悉尼CBD有四個小校区。

## 历史
始建于1967年，被公认为是教学研究方面最活跃的澳大利亚大学之一，也是政府投入研究基金最多的大学之一。2024年QS世界大學排名第242名，全澳排名第17名；该校曾是THES所公布的澳洲大学十大以及世界大学（建立少于50年的）前100强的一所大学，大学提供五大专业的学士和硕士学位以及部分博士学位。艺术、健康科学、人类学都是大学的强项学科，这些单项科目都是可以排入世界前25位和澳洲三甲之列的学科。学校的生物医药和科学在国际學術圈也享有聲譽。2009年在西班牙世界大學網路排名的商學院排名中，排名全國第32。乐卓博大学以查尔斯·约瑟夫·乐卓博的姓命名，他是英国任命的澳大利亚维多利亚州第一任总督。

## 院系
大学有五个院系提供不同级别的科目：
- 教育系
- 健康科学系
- 人类和社会科学系
- 法律和管理系
- 科技和工程系